# Santa Maria d'Hostalric
Santa Maria d'Hostalric és una església del municipi d'Hostalric (Selva) que forma part de l'Inventari del Patrimoni Arquitectònic de Catalunya. L'església parroquial de Santa Maria està ubicada a la part alta del nucli antic d'Hostalric, just sota el castell.

## Descripció
L'església té una única nau de planta rectangular (cal dir, però, que el primer tram de la nau, al lateral esquerre, la capella lateral sobresurt del mur exterior nord), coberta per cinc voltes de creueria que tenen les respectives claus de volta, i que estan separades per arcs faixons que reforcen a la vegada la volta. Als laterals es troben obertes quatre capelles a cada costat, amb els arcs formers de mig punt, i totes amb volta de creueria amb la respectiva clau de volta, excepte la capella del Santíssim (la segona al costat dret, que compta amb un cos adossat a l'església que la fa molt més gran); i la primera capella lateral dreta que trobem quan entrem a l'església. A la capçalera, poligonal, trobem unes escales que condueixen al cambril on hi ha la figura de la Mare de Déu. Sobre el primer tram de la nau hi ha un cor.

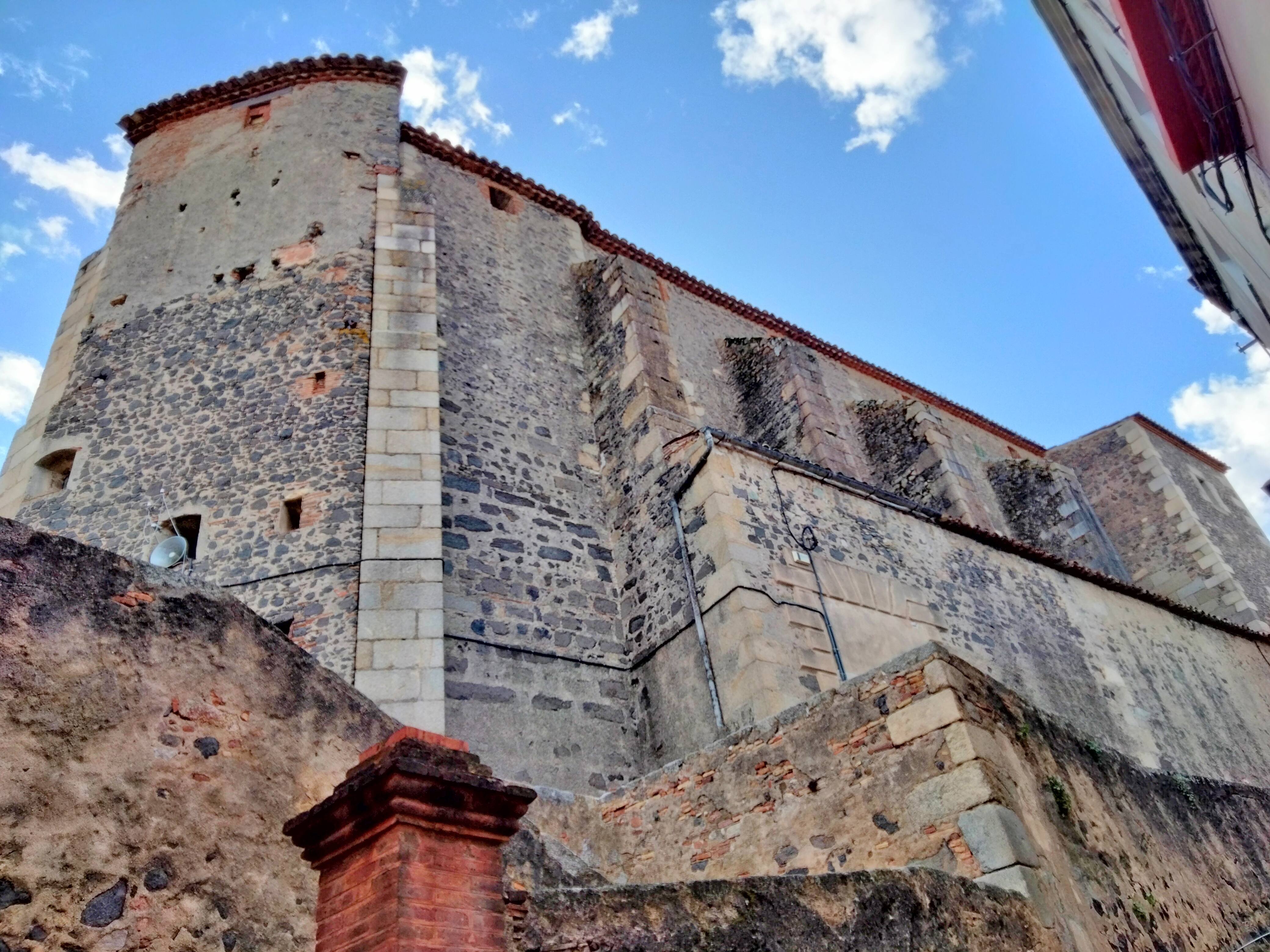
Façana nord i capçalera

Externament, de la façana en destaca la part conservada de la porta d'entrada barroca. La porta d'entrada, té carreus de pedra als brancals i dovelles disposades a "montacavall". Coronant la porta, una estructura típica barroca: Al centre, una fornícula amb una petxina a la volta de quart d'esfera, on hi ha ubicada una imatge de la Verge Maria amb el Nen, protegida per un vidre. L'arc de la fornícula és de mig punt, i la petxina de la volta de quart d'esfera dona com a resultat un arc de mig punt fistonat còncau. La fornícula està flanquejada per dues pilastres encoixinades amb capitells motllurats, que sostenen un entaulament que a la vegada sosté un frontó, coronat per tres elements esfèrics. Les columnes es troben flanquejades a la vegada, per una aleta a cada costat. A cada una de les volutes de l'aleta, a la part inferior, un element de gerreria, i a la part superior elements esfèrics.

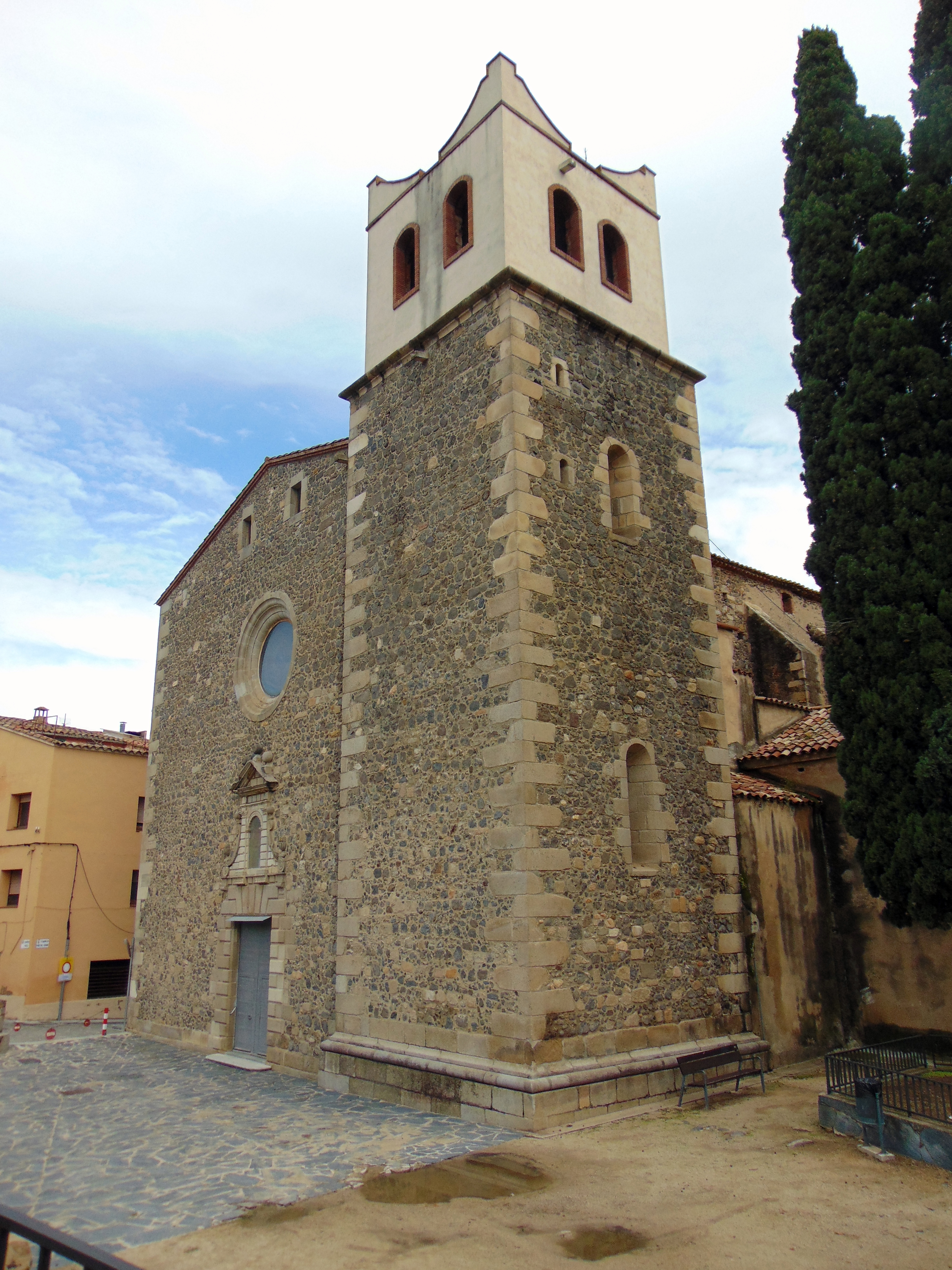
Angle sud-oest, en què s'aprecia més bé el campanar

Sobre la porta d'entrada, un ull de bou, i sobre aquest, a l'extrem de la façana, dues petites finestres quadrangulars. L'església queda reforçada pels contraforts laterals i de la capçalera. Els murs són de maçoneria. La teulada de l'edifici és a doble vessant, desaiguada als laterals. El campanar, lleugerament avançat respecte a la façana de l'església, és de planta quadrangular. Tota la construcció és de maçoneria i la part superior està arrebossada i pintada. A la part superior trobem dues finestres en arc escarser a cada costat. Al tram no arrebossat de la torre del campanar, trobem obertures al costat sud.

## Història
Si bé l'edifici actual és del segle xv, la primera notícia d'una església dedicada a la Mare de Déu en aquest lloc data de l'any 1280. Durant la guerra de Successió (principis del segle xviii) la capella de la Mare de Déu dels Socors que hi havia al peu del castell fou destruïda. Per això la imatge de la Verge fou traslladada a l'església parroquial. El 1854 es va substituir l'altar per un de nou.
La Mare de Déu dels Socors és la patrona i titular de l'església parroquial d'Hostalric i en són copatrons sant Roc i sant Joan.
Durant la Guerra del Francès (1808-1814) Hostalric va tenir un important paper donant suport a l'entrada de queviures a la Girona assetjada i destorbant el pas a les tropes enemigues gràcies a la seva situació estratègica en una zona de pas. Per això als francesos els convenia prendre la vila. El primer atac va arribar el 7 de novembre del 1809 i només trobaren resistència a la Torre dels Frares i a l'església on un grup de gent s'hi havia fet fort. Molts habitants van haver de fugir, ja que els francesos van cremar el poble. D'altres es van poder refugiar al castell. Aquest estigué assetjat des del 13 de gener fins al mes de maig del 1810.